# Kim Hyun-jung (piosenkarka)
Kim Hyun-jung (ur. 4 kwietnia 1976 w Korei Południowej) – koreańska piosenkarka popowa. W swojej karierze wydała już dziewięć albumów – pierwszy w 1998 r.

## Dyskografia
- 1998 그녀와의 이별
- 1999 A Sea Gull of Dream
- 2000 The Third Eye
- 2001 Wild Beauty
- 2002 Diet
- 2003 Hit for 6ix
- 2004 I Love Soul
- 2005 Fun Town 20
- 2006 Dance with Hyun Jung

## Filmografia
- 2001:  Yesterday (예스터데이)
- 2005: 안녕 프란체스카 (TV)
- 2006: My Lovely Sam Soon (TV)
- 2007: Profit! (TV)